# Eleocharis crispovaginata
Eleocharis crispovaginata är en halvgräsart som beskrevs av Johann Otto Boeckeler. Eleocharis crispovaginata ingår i släktet småsäv, och familjen halvgräs. Inga underarter finns listade i Catalogue of Life.